# Aleksander Łabaj
Aleksander Łabaj (ur. 27 lipca 1897 we Lwowie, zm. 18 sierpnia 1939) – starszy sierżant Wojska Polskiego, kawaler Orderu Virtuti Militari.

## Życiorys
Urodził się 27 lipca 1897 we Lwowie, w rodzinie Kazimierza.
W 1918 jako ochotnik wstąpił do Wojska Polskiego i został wcielony do formującego się w Przemyślu 5 Batalionu Saperów. Wziął czynny udział w wojnie z Ukraińcami, a następnie wojnie z bolszewikami. Wyróżnił się męstwem 31 marca 1920 w czasie wypadu 19 Pułku Piechoty z Derażni na Wołkowińce i Komarowce. Dowodził patrolem minerskim, który zniszczył tory na linii kolejowej, po której poruszał się bolszewicki pociąg pancerny. W czasie tej akcji został ciężko ranny w twarz i dostał się w ręce wroga, lecz zdołał zbiec i wrócić do swojego pododdziału (2. kompanii 5 bsap.). Opis jego czynu został opublikowany 11 stycznia 1934 na łamach Żołnierza Polskiego.
W czasie pokoju pełnił służbę w Centrum Wyszkolenia Saperów w Modlinie . Zmarł 18 sierpnia 1939 . Trzy dni później został pochowany na Cmentarzu Wojskowym na Powązkach .

## Ordery i odznaczenia
- Krzyż Srebrny Orderu Wojskowego Virtuti Militari nr 5503 – 4 sierpnia 1922[5][6]
- Krzyż Walecznych[4] [7]
- Brązowy Krzyż Zasługi[4]
- Medal za Ratowanie Ginących[4]

19 kwietnia 1947 Komitet Krzyża i Medalu Niepodległości odrzucił wniosek o nadanie mu tego odznaczenia „z powodu braku pracy niepodległościowej”.